# Pam Kilborn
Pamela Kilborn-Ryan, MBE (Melbourne, Victoria, 12 de agosto de 1939) é uma antiga atleta multifacetada australiana, que foi medalhada olímpica e recordista mundial de 80 metros com barreiras, a prova que precedeu a atual corrida de 100 metros com barreiras. Durante três anos (1963, 1966 e 1967) foi a melhor atleta mundial do ano naquela distância.
Depois de começar a ter bons resultados internacionais nas provas de barreiras e no salto em comprimento, Kilborn foi selecionada para representar o seu país nos Jogos da Commonwealth de 1962, organizados precisamente pela Austrália. Acabou por arrecadar as medalhas de ouro nas barreiras e no comprimento.
A sua primeira presença olímpica aconteceu em 1964, nos Jogos Olímpicos de Tóquio, onde acabaria a final dos 80 m barreiras em terceiro lugar, apenas atrás da alemã oriental Karin Balzer (ouro) e da polaca Teresa Ciepły (prata). Quatro anos mais tarde, no México 1968, conseguiria alcançar a medalha de prata, terminando com apenas mais um décimo de segundo do que a sua compatriota Maureen Caird.